# John Dillingham Dodson
John Dillingham Dodson (* 1879 im Allen County (Kentucky); † 1955 im Warren County (Kentucky))  war ein US-amerikanischer Psychologe.
Von 1908 an arbeitete er bis zu seinem Tod in der psychologischen Forschung und Lehre. Sein bedeutendster Weggefährte war Robert Yerkes. Gemeinsam entdeckten sie das Yerkes-Dodson-Gesetz.
John D. Dodson machte seinen Masterabschluss an der Harvard University. Danach promovierte er als erster Doktorand an der Fakultät für Psychologie der University of Minnesota. Über sein Leben nach der bahnbrechenden Veröffentlichung mit Robert Yerkes ist nur wenig bekannt. Noch zu seinen Lebzeiten wurde im Jahre 1921 mit Recherchen zu seinem Verbleiben begonnen. Dies wurde im Jahr 2001 fortgeführt. Aus einer Veröffentlichung aus dem Jahre 2012 geht hervor, dass er den Großteil seines akademischen Lebens mit der Lehre am Bowling Green College of Commerce verbracht hat. Später wurde dieses Teil der Western Kentucky University.